# 八卦多一点

《八卦多一点》是《三联生活周刊》文化记者孟静出版的第一本书，新星出版社2008年2月出版。从一个记者的角度出发，作者以独特的视角揭示了娱乐圈和娱乐产业的许多现象和规则。该书语言较为辛辣，王小峰评价说“女孩一般都喜欢琢磨人，孟静这方面的本事绝对是超强的，而且看东西还比较狠毒，谁要是被她写出来，一定会很不舒服。”